# Gasthaus zur Krone (Weisingen)

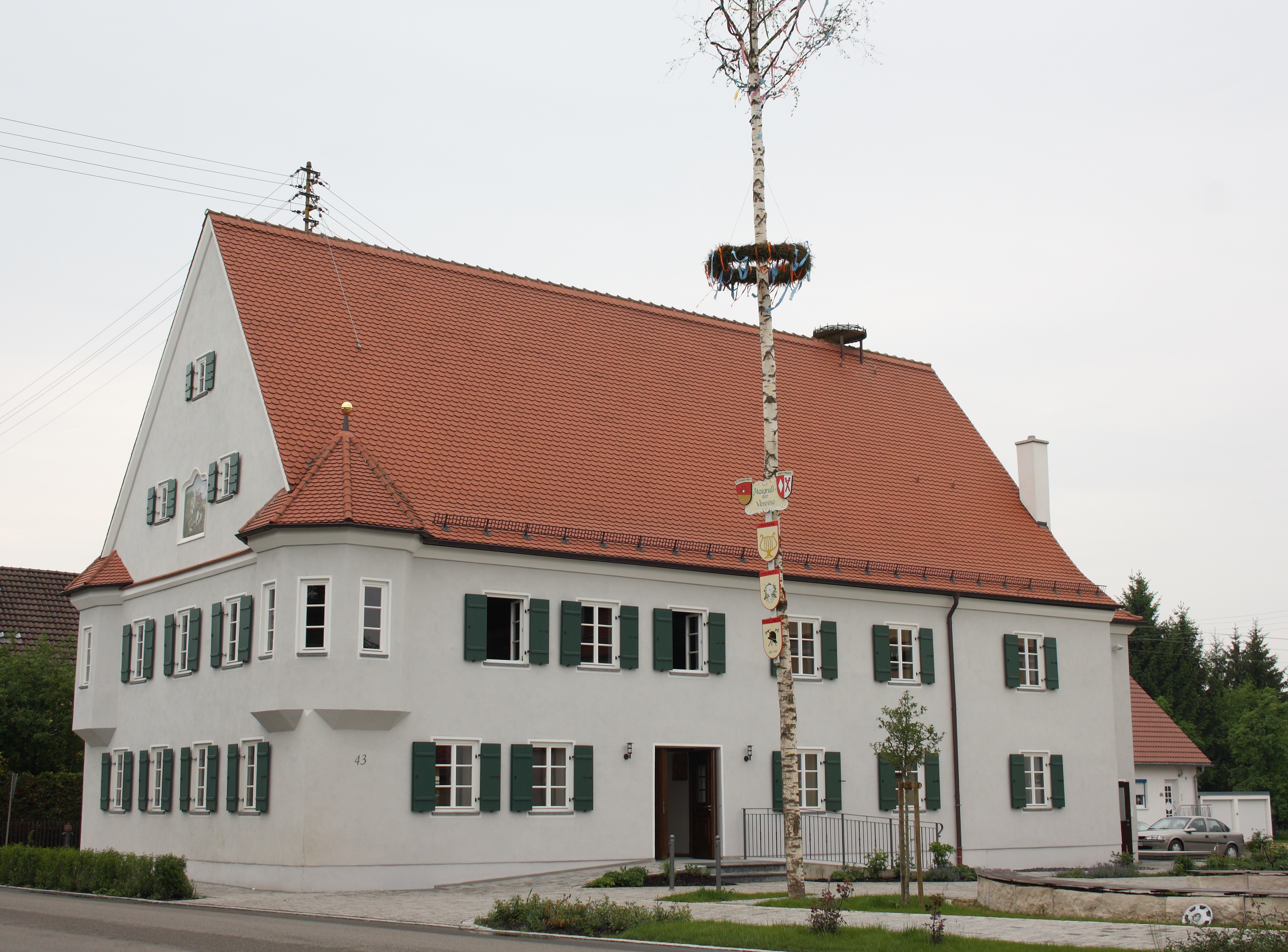
Ehemaliges Gasthaus zur Krone in Weisingen

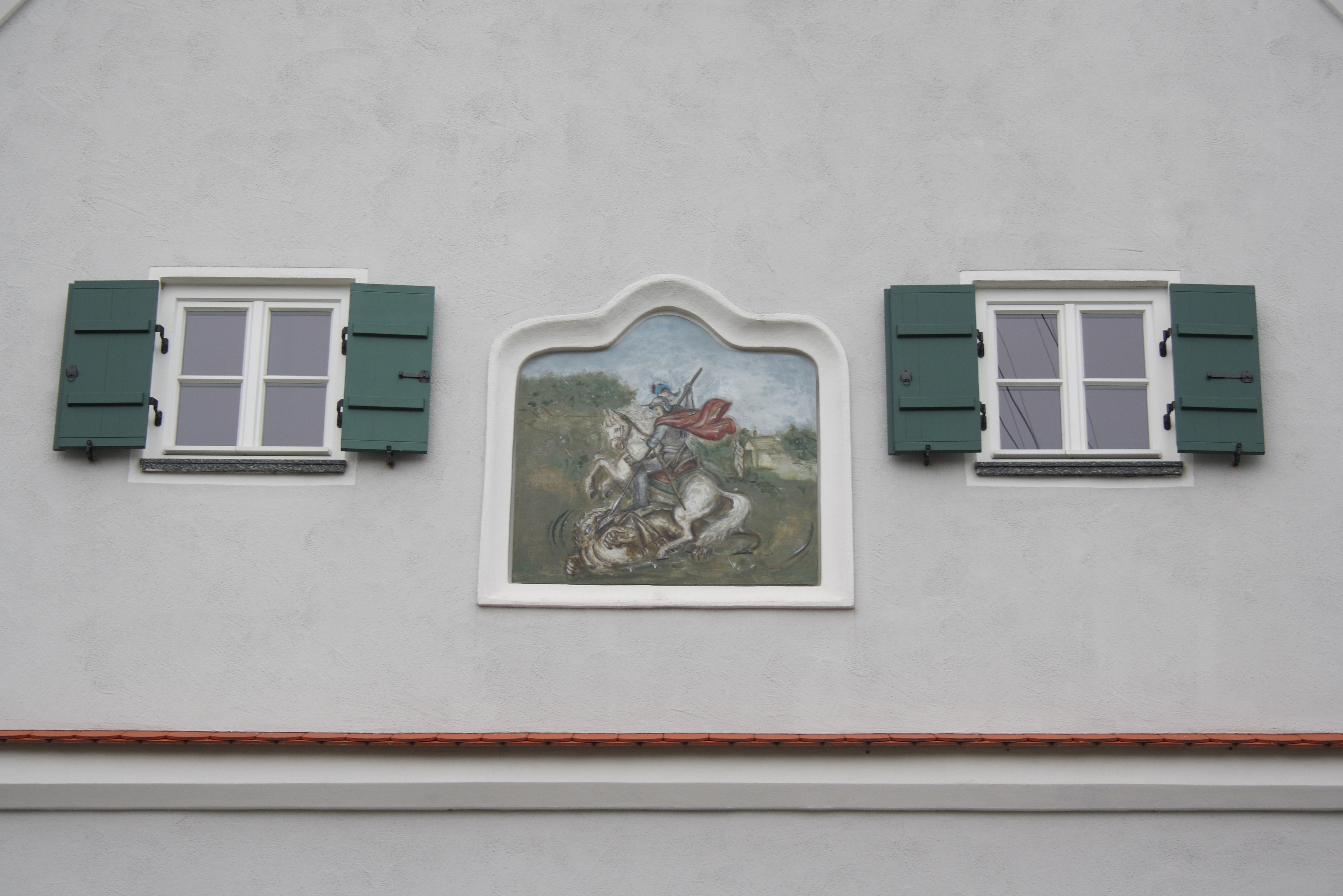
Darstellung des heiligen Georg

Das Gebäude des ehemaligen Gasthauses zur Krone in Weisingen, einem Gemeindeteil von Holzheim im schwäbischen Landkreis Dillingen an der Donau in Bayern, wurde im frühen 17. Jahrhundert errichtet. Das Haus an der Hauptstraße 43 ist ein geschütztes Baudenkmal.
Der zweigeschossige, verputzte Massivbau besitzt zwei Eckerker am Obergeschoss des straßenseitigen Giebels. Im Giebelfeld wird in einem gerahmten Blendwerk der heilige Georg als Drachentöter dargestellt. Das Gebäude wird von einem hohen Satteldach gedeckt.  
Nach umfangreichen Sanierungsarbeiten befindet sich im Gebäude des ehemaligen Gasthauses heute das Trauzimmer der Gemeinde Holzheim und Räume für die örtlichen Vereine. 